# Scheuren (Zwitserland)
Scheuren is een gemeente en plaats in het Zwitserse kanton Bern, en maakt deel uit van het district Biel/Bienne.
Scheuren telt 458 inwoners.